# The Mismeasure of Man
The Mismeasure of Man (deutsch Der falsch vermessene Mensch) ist ein 1981 veröffentlichtes Buch des Paläontologen und Harvard-Professors Stephen Jay Gould. Das Werk ist eine Kritik am allgemeinen Intelligenzbegriff und seiner Anwendung auf verschiedene Ethnien, Geschlechter und Bevölkerungsgruppen. Mit The Mismeasure of Man lieferte Gould einen kontroversen und in breiter Öffentlichkeit diskutierten Beitrag zur Diskussion des Intelligenzbegriffs. 1996 wurde das Buch in einer veränderten und erweiterten Ausgabe herausgegeben, diese Fassung enthält eine ausführliche Kritik an Charles Murrays und Richard Herrnsteins Buch The Bell Curve (1994). Bis 1996 wurde The Mismeasure of Man bereits in zehn Sprachen übersetzt und 250.000-mal verkauft.

## Überblick
The Mismeasure of Man ist gegen eine These gerichtet, die Gould „biologischen Determinismus“ nennt. Der biologische Determinismus „behauptet, dass sich die geteilten Verhaltensnormen und die sozialen und ökonomischen Unterschiede zwischen Bevölkerungsgruppen – insbesondere zwischen Ethnien, Klassen und Geschlechtern – aus vererbten und angeborenen Merkmalen ergeben und dass die gesellschaftlichen Verhältnisse eine akkurate Wiedergabe der Biologie sind.“
In Bezug auf den Intelligenzbegriff zeigt sich der biologische Determinismus in der Annahme einer einheitlichen und angeborenen kognitiven Kapazität. Gould beschreibt diese Konzeption in einer wissenschaftshistorischen Untersuchung, wobei er sich auf die Kraniometrie (Schädelmessung) des 19. Jahrhunderts und die Geschichte des Intelligenzquotienten konzentriert. Dabei versucht er zu zeigen, dass die Messung einer einheitlichen Kapazität „Intelligenz“ grundsätzlich verfehlt ist. Der Begriff „Intelligenz“ umfasst nach Gould vielmehr eine in Teilen willkürliche Zusammenstellung kognitiver Fähigkeiten, die sich zudem aus einer komplexen Interaktion von sozialen und biologischen Faktoren ergeben.
Gould nimmt mit The Mismeasure of Man Stellung zu den weiterhin sehr umstrittenen Debatten um genetische und umweltbedingte Einflüsse auf kognitive Fähigkeiten und die richtige Konzeption des Intelligenzbegriffs. Das Buch wurde in Öffentlichkeit und Fachwelt in Teilen sehr positiv aufgenommen, führte jedoch auch zu scharfer Kritik. Auch in der gegenwärtigen Psychologie gibt es insbesondere im Anschluss an Arthur Jensen Theorien, die von einer angeborenen allgemeinen Intelligenz ausgehen. Von Vertretern dieser Theorien wurde Gould vorgeworfen, seriöse empirische Theorien mit fehlerhaften und rassistischen Theorien der Biologiegeschichte zu vermengen. Gould behauptet demgegenüber eine Kontinuität der theoretischen Ansätze und erklärt, dass aktuelle Theorien einer angeborenen, allgemeinen Intelligenz die gleichen strukturellen Fehler machten wie die Ansätze des 19. und frühen 20. Jahrhunderts. Die Debatte um The Mismeasure of Man kann durchaus in einen Zusammenhang mit den Kontroversen um Goulds Gesamtwerk gesetzt werden. Gould gilt als einer der zentralen Evolutionstheoretiker des 20. Jahrhunderts, wandte sich jedoch gegen einen seiner Meinung nach verfehlten Biologismus, der auch die Soziologie oder die Psychologie durch biologische Erklärungsansätze ersetzen oder zumindest verändern will. In diesem Sinne ist Gould etwa als einflussreichster Kritiker der Soziobiologie bekannt.

## Schädelmessungen

Typische kraniometrische Darstellung des 19. Jahrhunderts, in der eine angebliche Ähnlichkeit von Affen und Schwarzen dargestellt werden soll.

Der erste Teil des Buches beschäftigt sich mit der Kraniometrie, also der Theorie und Praxis der Schädelmessungen. Da im 19. Jahrhundert Intelligenz an Gehirnvolumen geknüpft wurde und man aus Schädelmessungen auf das Gehirnvolumen schließen kann, versuchten zahlreiche Biologen mit Hilfe der Kraniometrie zu Erkenntnissen über die Intelligenz von Menschen zu kommen. Eine besondere Rolle spielte dabei das Anliegen, die intellektuelle Überlegenheit von Weißen gegenüber Schwarzen und von Männern gegenüber Frauen zu beweisen. Laut Gould zeigen sich in der wissenschaftshistorischen Untersuchung dieser Ansätze mindestens drei Fehler, die bis in die gegenwärtige Intelligenzforschung wirken. Nach Gould wurde fehlerhaft gemessen, es wurden bei der Datenanalyse willkürliche Methoden angewandt und das gesamte Forschungsprogramm basierte auf einer falschen Theorie über den Zusammenhang von Gehirnvolumen und Intelligenz.

### Morton und fehlerhafte Daten
Samuel George Morton war einer der einflussreichsten nordamerikanischen Wissenschaftler des 19. Jahrhunderts und bekannt für seine anatomische Sammlung, die über 600 Schädel umfasste. Tatsächlich verfolgte Morton mit der Sammlung ein bestimmtes Ziel, das er in seiner Crana Americana explizit beschreibt: Die „eingeborenen Rassen“ Nordamerikas hätten es zu keiner Zivilisation gebracht und seien auch unfähig, die angelsächsische Kultur anzunehmen. Weiter: „Diese Phänomene müssen eine Ursache haben. Könnte es eine interessantere und philosophischere Untersuchung geben als die Verknüpfung der Ursache mit den Unterschieden in den Gehirnen der eingeborenen, amerikanischen Rasse und der erobernden Invasoren.“ Morton nutzte seine Schädelsammlung, um diese Hypothese zu überprüfen: Indem er die Schädel mit Materialien wie Senfkörnern füllte, maß er das Volumen des Hohlraumes und schloss so auf die Größe des Gehirns. Dabei hatte er eine klare Vorstellung, wie die Ergebnisse auszufallen hatten: Weiße sollten die größten Gehirne und Schwarze die kleinsten Gehirne haben. Eine eingeborene amerikanische Rasse sollte sich dazwischen befinden. Tatsächlich schienen Mortons Daten diese Thesen zu belegen (siehe Tabelle).
| Rasse                                      | Anzahl der Schädel | Durchschnittskapazität | Höchste Kapazität | Niedrigste Kapazität |
| ------------------------------------------ | ------------------ | ---------------------- | ----------------- | -------------------- |
| Kaukasisch (Europa)                        | 52                 | 87                     | 109               | 75                   |
| Mongolisch (Asien)                         | 10                 | 83                     | 93                | 69                   |
| Malaien (Ozeanien)                         | 18                 | 81                     | 89                | 64                   |
| Amerikaner (Amerika, indigene Bevölkerung) | 144                | 82                     | 100               | 60                   |
| Äthiopier (Afrika)                         | 29                 | 78                     | 94                | 65                   |

Gould wiederholte die Messungen Mortons an den alten Schädeln mit Mortons eigenen Methoden und berichtete 1978 zunächst in der Fachzeitschrift Science, dass Mortons Zahlen falsch seien. Später fasste Gould seine Ergebnisse wie folgt zusammen: „Meine Korrektur von Mortons Rangliste zeigt keine signifikante Differenz zwischen den Ethnien. Alle Gruppen bewegen sich zwischen 83 und 87 Kubikzoll und die Kaukasier teilen sich die Spitze.“ Gould zufolge hatte Morton also so gemessen, dass die Ergebnisse seinen Vorurteilen entsprachen. Dennoch erklärt Gould, dass nicht von einer bewussten Fälschung auszugehen sei. Vielmehr müsse man annehmen, dass sich Morton unbewusst von seinen Vorurteilen habe leiten lassen. So habe er bei Europäern wohl einfach besser darauf geachtet, dass die Schädel tatsächlich mit dem Material vollständig gefüllt wurden. Damit zeigt sich nach Gould das grundsätzliche Problem, dass auch bei scheinbar objektiven empirischen Messungen Vorurteile das Ergebnis beeinflussen können.
2011 berichtete jedoch ein Forscherteam um Jason E. Lewis (Stanford University), eine Nachmessung von rund der Hälfte der Schädel aus Mortons Sammlung habe ergeben, dass seine Messungen und die in seinen Publikationen berichteten Daten im Wesentlichen korrekt seien. Zugleich wurde nunmehr Gould vorgeworfen, nur ausgewählte Schädel nachvermessen und Mortons Arbeiten seinerseits vorurteilsbelastet interpretiert zu haben.

### Broca und fehlerhafte Methoden

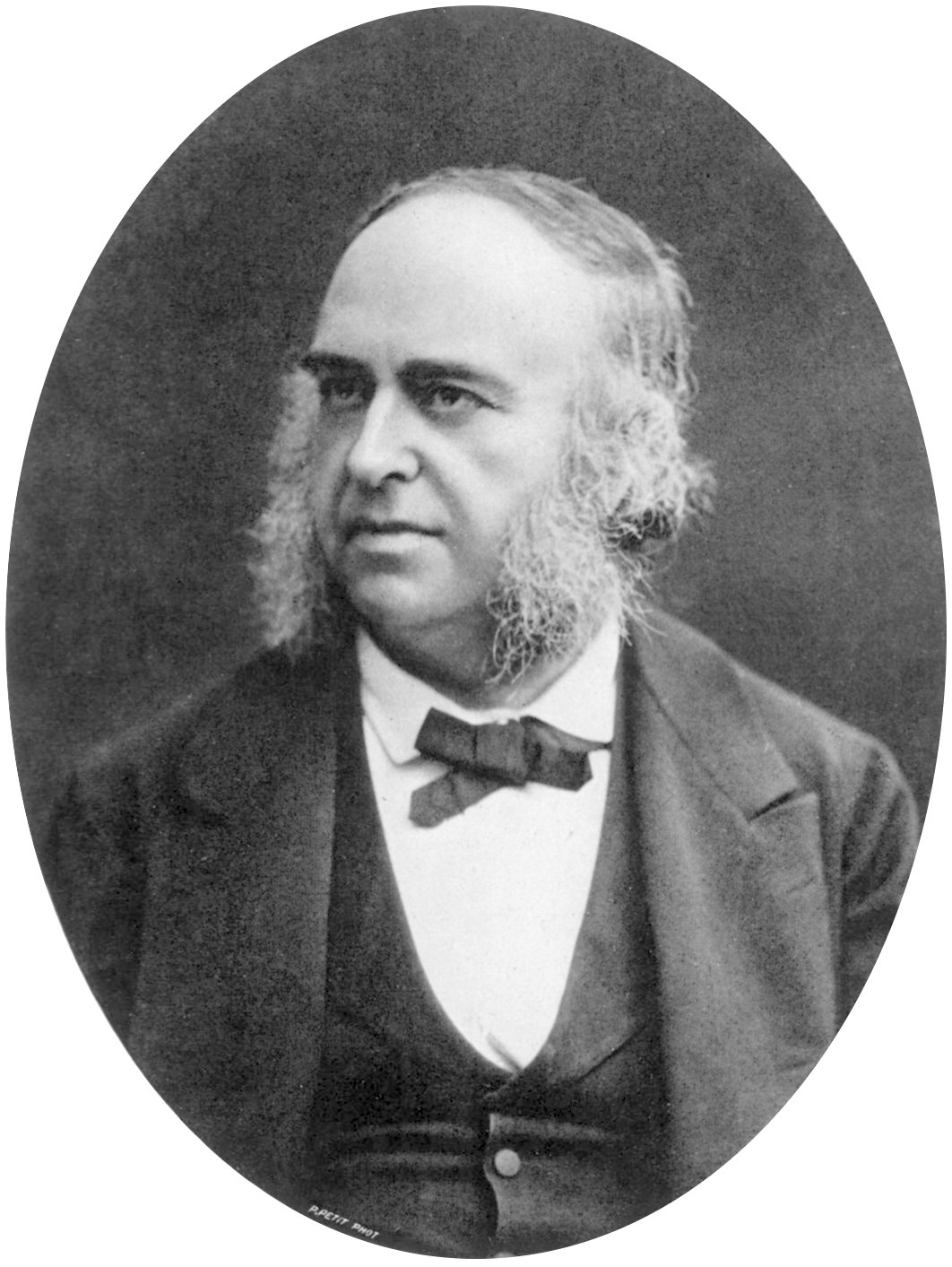
Paul Broca

Doch falsche Messungen waren nach Gould nicht der einzige Fehler der Kraniometrie des 19. Jahrhunderts. Am Beispiel des berühmten französischen Anthropologen und Neuropsychologen Paul Broca zeige sich zudem, dass die Schädelmessungen durch eine einseitige und verfehlte Methode geleitet wurden. Auch Broca ging davon aus, dass es verschiedene menschliche Rassen gibt, die verschieden große Gehirne haben und daher verschieden intelligent sind. Nach Broca sollten die Weißen ebenfalls an der Spitze und die Schwarzen am Ende dieser Gehirn-Intelligenz-Skala stehen: „Generell ist das Gehirn bei Erwachsenen größer als bei Alten, bei Männern größer als bei Frauen und bei höheren Rassen größer als bei unterlegenen Rassen.“ „Sind alle anderen Bedingungen gleich, so gibt es eine bemerkenswerte Verbindung zwischen der Entwicklung der Intelligenz und dem Volumen des Gehirns.“
Als unumstrittener Spezialist für neurowissenschaftliche Fragen machte sich Broca sogleich daran, diese Behauptungen auf empirischem Wege nachzuweisen. Doch bald zeigten sich an zahlreichen Stellen Probleme, die Broca fast zur Aufgabe seiner Theorie brachten. So hatten nach Louis Pierre Gratiolet die Deutschen durchschnittlich ein größeres Gehirn als die Franzosen. Für den national gesinnten französischen Naturwissenschaftler Broca war dies ein vollkommen inakzeptables Ergebnis. Auch zeigte sich, dass die Gehirne von großen Wissenschaftlern keineswegs immer besonders groß waren, während die Gehirne von Verbrechern sich als nicht besonders klein herausstellten. Broca suchte nach Wegen, all diese unpassenden Daten wegzuerklären. In Bezug auf die Deutschen erklärte er etwa, dass Franzosen durchschnittlich älter seien als Deutsche und mit dem Alter das Gehirn schrumpfe. Zudem seien die Deutschen ein wenig größer und das Gehirnvolumen variiere mit der Körpergröße. Schließlich seien die Gehirne von unnatürlich gestorbenen Menschen nicht repräsentativ, weswegen er alle Deutschen aus den Daten entfernte, die durch Exekution oder Unfall gestorben waren. Nachdem Broca all diese Effekte herausgerechnet hatte, hatten die Franzosen wieder ein größeres Gehirn als die Deutschen. Auch bei den kleinen Gehirnen von großen Wissenschaftlern konnten durch derartige Umrechnungen die Ergebnisse angepasst werden: So seien die Wissenschaftler oft sehr alt oder klein gewesen oder die Gehirne waren schlecht erhalten. Bei dem Mathematiker Carl Friedrich Gauß, der ebenfalls nur ein mittelgroßes Gehirn hatte, wurde argumentiert, dass das Gehirn dafür besonders viele Windungen habe. Wenn all dies nichts half, so konnte man noch immer argumentieren, dass nicht alle Teile des Gehirns gleich wichtig seien. „Broca verwendete oft die Unterscheidung zwischen vorderem und hinterem Gehirn, insbesondere um sich aus unangenehmen Situationen zu bringen, in die ihn seine Daten brachten.“
Broca hatte also Methoden gefunden, um unliebsame Daten wegzuerklären. Wenn ihm die Daten passten, fragte er jedoch nicht konsequent, ob man sie auf dieselbe Weise relativieren könnte. Gould erklärt daher, dass Brocas Methode dazu führte, „dass Daten nie seine Annahmen widerlegen konnten.“  Dabei ist der Fehler der vorurteilsgeladenen Forschungsmethode nach Gould kein rein wissenschaftshistorisches Phänomen. Auch bei heutigen Intelligenztheorien können unliebsame Daten unter Verweis auf Testdesign, Testsituation, Auswahl der Testpersonen usw. wegerklärt werden, während man die zum eigenen Vorurteil passenden Daten nicht entsprechend hinterfragt.

### Die Illusion der Gehirngröße
Schließlich weist Gould darauf hin, dass die Kraniometrie des 19. Jahrhunderts auf der falschen Theorie basierte, dass es einen Zusammenhang zwischen Gehirngröße und Intelligenz gibt. Selbst wenn bei verschiedenen Ethnien verschieden große Gehirne ausgemacht werden können, sagt dies nichts über die kognitiven Fähigkeiten der entsprechenden Gruppen aus. Die modernen psychologischen und neurowissenschaftlichen Ansätze weisen einen derartigen Zusammenhang zurück. Kognitive Leistungen wie Denken, Gedächtnis oder Problemlösen sind mit sehr komplexen Aktivitätsmustern im Gehirn verknüpft und können nicht auf grobe neuroanatomische Strukturen zurückgeführt werden.
Man kann schon an recht einfachen Beispielen zeigen, dass eine generelle Verbindung zwischen Gehirngröße und Intelligenz nicht existiert. Zum einen haben Menschen keineswegs die größten Gehirne, vielmehr ist das Gehirn etwa des Elefanten um einiges größer als das des Menschen. Auch beim Vergleich unter Menschen lässt sich von dem Gehirnvolumen nicht auf die Intelligenz schließen. Es hat sich nicht nur herausgestellt, dass herausragende Wissenschaftler wie Gauss kein überdurchschnittlich großes Gehirn haben müssen, auch hängt die Gehirngröße wesentlich von der Körpergröße ab, ohne dass man von der Körpergröße auf Intelligenz schließen könnte. Schließlich gibt es einen Unterschied im durchschnittlichen Gehirnvolumen von Frauen und Männern, ohne dass damit ein Intelligenzunterschied verbunden wäre.

## Mentales Alter und angeborene Intelligenz

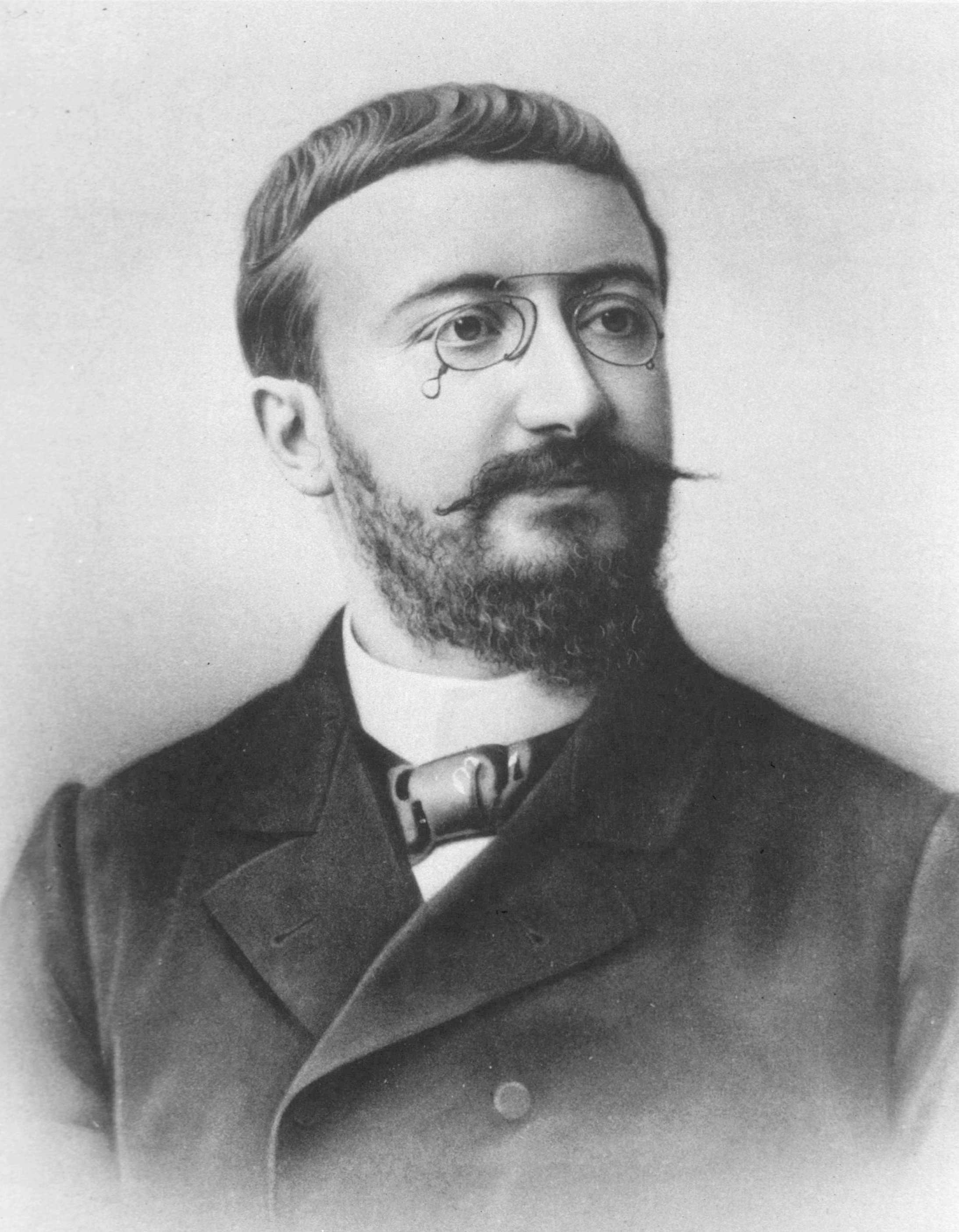
Alfred Binet

Der Pädagoge und Psychologe Alfred Binet gilt als Begründer moderner Intelligenztestverfahren. Seine neue Methode war auch durch die zunehmende Unzufriedenheit mit dem kraniometrischen Verfahren begründet. Anstelle des alten medizinischen Verfahrens sollte nun in einem psychologischen Verfahren die mentale Kapazität von Menschen direkt untersucht werden. Je nach Abschneiden bei den psychologischen Tests wurde den Probanden ein mentales Alter zugeordnet, das mentale Alter wurde später durch William Stern in den ersten Intelligenzquotienten umgerechnet. Die Methoden waren andere geworden, dennoch blieben nach Gould die Ziele der Forschungsgemeinschaft im Wesentlichen die gleichen. Mit Hilfe der neuen psychologischen Verfahren sollte wiederum bewiesen werden, dass es eine angeborene Intelligenz gibt, die Weißen mehr als Schwarzen, Männern mehr als Frauen und der gebildeten Oberschicht mehr als der Arbeiterklasse zukommt.
Eine besondere Rolle bei der Durchsetzung von Intelligenztests und der genannten Vorurteile spielten die Intelligenztests der US-Armee während des Ersten Weltkrieges, bei denen 1,75 Millionen Rekruten getestet wurden und dadurch eine enorm große Datenmenge geschaffen war. Robert Yerkes, der die Daten des Tests auswertete, kam zu folgenden Ergebnissen: 1) Das mentale Alter des durchschnittlichen weißen, erwachsenen Amerikaners liege nur bei 13 Jahren und nicht, wie bislang angenommen, bei 16.  2) Die Intelligenz europäischer Immigranten könne nach den Herkunftsländern sortiert werden. Während Immigranten aus nordeuropäischen Ländern durchschnittlich ein besonders hohes mentales Alter hätten, sei die Intelligenz von südeuropäischen und slawischen Einwanderern besonders gering. So liege das durchschnittliche mentale Alter des Italieners bei 11,01 Jahren, das des Polen sogar nur bei 10,74. 3) Schwarze lägen mit 10,41 Jahren am Ende der Skala des durchschnittlichen mentalen Alters.
Diese von Yerkes vorgetragenen Ergebnisse bestätigten viele Vorurteile der Forschungsgemeinschaft, waren zum Teil aber auch neu. Insbesondere das geringe mentale Alter des durchschnittlichen weißen Amerikaners schockierte Teile der Fachwelt und hatte einen großen Einfluss auf die Eugenik- und Einwanderungsdebatten in den USA. Kommentatoren fürchteten, dass durch den Zuzug von weniger intelligenten Einwanderern und durch Vermischung der verschiedenen Bevölkerungsgruppen die Intelligenz des Durchschnittsamerikaners immer weiter abnehmen würde, was wiederum in dem Niedergang Amerikas enden könne. Die Bedeutung, die diese Gedanken in der Öffentlichkeit hatten, zeigt sich nach Gould an dem Einfluss, den der Armeetest auf die Einwanderungsdebatten der 1920er Jahre ausübte, die schließlich zum Immigration Restriction Act of 1924 führten. Einflussreich konnte der Armeetest insbesondere werden, weil hier erstmals gesicherte empirische Fakten über eine angeborene Intelligenz vorzuliegen schienen, die aus einer großen Menge von Daten gewonnen wurden.

## Kritik am Armeetest
Nach Gould implizierte der Armeetest jedoch nicht die von Yerkes angegebenen Ergebnisse, sondern basierte auf grundlegenden Fehlern, die für Theorien einer angeborenen Intelligenz typisch seien. Man kann dabei zwei Typen von Kritik unterscheiden: Zum einen argumentiert Gould, dass die Datenerhebung grundsätzlich nicht für die Messung einer angeborenen Intelligenz geeignet war, zum anderen wurden die gewonnenen Daten fehlerhaft interpretiert. Bei der Datenerhebung fällt zunächst die Testkonstruktion auf, bei der zahlreiche Fragen nicht eine angeborene Intelligenz, sondern Allgemeinbildung abfragten. Ein offensichtliches Beispiel hierfür ist die folgende Frage:
- Christy Mathewson ist ein bekannter Schriftsteller, Künstler, Baseballspieler oder Komiker? (Er war ein US-amerikanischer Baseballspieler.)

Doch selbst wenn man derartige Fragen eliminiert hätte, würde der Test nach Gould keine angeborene Intelligenz messen, wofür insbesondere die Testbedingungen verantwortlich waren. Viele der Einwanderer sprachen kein Englisch und hatten keine Schulbildung. Gould kommentiert: „Zusammengefasst konnten viele Rekruten den Tester nicht sehen oder hören, einige hatten nie zuvor einen Test absolviert oder auch nur einen Stift in der Hand gehalten. Viele verstanden die Anweisungen nicht und waren vollkommen verwirrt.“ Für Goulds Interpretation spricht die hohe Zahl der Nullen in der Bewertungsskala der Einzeltests. Bei einem Subtest mit einer Skala von 0–40 erreichten 40 % der Probanden 0 Punkte, bei vielen anderen Subtests war der Anteil der Nullen ähnlich hoch. Diese Punktverteilung legt nahe, dass ein großer Teil der Getesteten die Anweisungen schlicht nicht verstanden hatte. Derartige Fehler führten nach Gould dazu, dass die Daten recht wenig über Intelligenz aussagten und der Test insbesondere keine angeborene Intelligenz (unabhängig von Bildung, Erziehung, Lebenssituation etc.) messen konnte.
So argumentiert Gould dann auch, dass die Daten letztendlich nur eine Interpretation zulassen, die einen starken Einfluss von Umweltfaktoren akzeptiert: „Yerkes’ Monographie ist eine Schatztruhe mit Informationen für jeden, der Umweltfaktoren und gemessene Intelligenz miteinander korrelieren möchte. Da Yerkes eine substantielle, kausale Rolle von Umwelteinflüssen ablehnte, mag diese Behauptung paradox wirken.“ So schnitten Schwarze der nördlichen Bundesstaaten durchschnittlich deutlich besser ab als Schwarze der südlichen Bundesstaaten. In den vier nördlichsten Bundesstaaten schnitten Schwarze sogar besser ab als Weiße in den neun südlichen Bundesstaaten. Ein anderes Beispiel für die Offensichtlichkeit von Umwelteinflüssen war die deutliche Zunahme des mentalen Alters mit der Dauer des Aufenthalts in den USA (siehe Tabelle). Je besser die Menschen mit der US-amerikanischen Kultur und Sprache vertraut waren, desto besser schnitten sie auch bei den Intelligenztests ab. Im Folgenden argumentiert Gould, dass solche Umwelteinflüsse keinesfalls nur aufgrund einer schlechten Testkonzeption ins Spiel kommen. Vielmehr ergeben sich kognitive Leistungen aus einer so komplexen Interaktion angeborener und sozialer Faktoren, dass es auch modernen Tests nicht möglich ist, eine rein angeborene Intelligenz zu messen.
| Jahre des Aufenthalts | Durchschnittliches mentales Alter |
| --------------------- | --------------------------------- |
| 0–5                   | 11,29                             |
| 6–10                  | 11,70                             |
| 11–15                 | 12,53                             |
| 16–20                 | 13,50                             |
| 20–                   | 13,74                             |

## Kritik der allgemeinen Intelligenz
Nicht nur die Idee der angeborenen Intelligenz wird von Gould historisch lokalisiert und kritisiert. Ein weiteres Ziel von Gould sind Theorien einer allgemeinen Intelligenz. Gould hält solchen Ansätzen entgegen, dass Menschen sehr verschiedene kognitive Fähigkeiten haben und diese bei Menschen sehr unterschiedlich ausgeprägt sind. Es ergebe daher keinen Sinn, sie zu einer allgemeinen Intelligenz (meistens schlicht g genannt) zusammenzufassen. Vielmehr sollte man sich auf eine Theorie der multiplen Intelligenzen stützen, wie sie in den letzten Jahren insbesondere von Howard Gardner vertreten wird. Trotz der offensichtlichen Vielfalt kognitiver Fähigkeiten spielt in der Wissenschaftsgeschichte und in Teilen der modernen Kognitionswissenschaft die Idee einer allgemeinen Intelligenz eine große Rolle. Sie wird im Wesentlichen durch Korrelationen von kognitiven Fähigkeiten und das statistische Verfahren der Faktorenanalyse begründet. Die grundlegende Beobachtung von Vertretern der allgemeinen Intelligenztheorie ist, dass Personen, die in einem Typ von Test gut abschneiden, dazu tendieren, auch in anderen Typen von Tests gut abzuschneiden. Die Testergebnisse sind also in der Fachsprache „positiv korreliert“.
Die insbesondere von Charles Spearman und Cyril Burt entwickelte Faktorenanalyse in der Psychologie versucht diese Korrelationen mathematisch besser zu fassen und so eine Theorie der allgemeinen Intelligenz zu entwickeln. Spearman nutzte erstmals die Faktorenanalyse, um verschiedene, miteinander positiv korrelierte Variablen auf einen gemeinsamen Faktor g (allgemeine Intelligenz) zu reduzieren. Wenn eine Person bei einer Vielzahl von Tests ähnliche Ergebnisse erzielt, so kann man mit Hilfe der verschiedenen Tests eine allgemeine Tendenz berechnen. Gegen dieses mathematische Verfahren ist nach Gould auch gar nichts einzuwenden. Allerdings sei es seit Anbeginn mit einem fatalen Fehler verbunden gewesen: „1904 berechnete Spearman eine solche Komponente und machte dann einen Fehler, der die Faktorenanalyse seitdem plagt. Er verdinglichte sie zu einer Entität und versuchte eine eindeutige kausale Interpretation zu geben. Er nannte sie g oder allgemeine Intelligenz und glaubte, dass er eine einheitliche Qualität gefunden habe, die jeder kognitiven, mentalen Aktivität zugrundeliege; eine Qualität, die als einzelne Zahl ausgedrückt und verwendet werden könne, um Menschen auf einer einheitlichen Skala nach intellektuellem Wert zu beurteilen.“
Eine solche Verdinglichung sei jedoch grundsätzlich verfehlt, da es sich bei der Faktorenanalyse eben nur um ein mathematisches Verfahren handele, bei dem zahlreiche Variablen vereinfachend auf einen einzelnen Faktor reduziert werden. Dies werde besonders deutlich, wenn man beachte, dass die Faktorenanalyse auch andere mathematische Rekonstruktionen zulasse, in denen die Variablen nicht auf einen, sondern auf mehrere Faktoren reduziert werden. Dies bemerkte schon Louis Leon Thurstone, der die Theorie der allgemeinen Intelligenz durch eine frühe Form der Theorie der multiplen Intelligenzen ersetzen wollte. Thurstone fiel auf, dass der Faktor g variierte, je nachdem, welche Testbatterie man verwendete. Das Ergebnis konnte in einem Test mit mehr räumlichen Aufgaben anders ausfallen als in einem Test mit mehr mathematischen Aufgaben. Er kommentierte: „Ein solcher Faktor [gemeint ist g] lässt sich für jedes Set positiv korrelierter Tests finden. Er bedeutet nicht mehr oder weniger als den Durchschnitt der Fähigkeiten, die von der gesamten Testbatterie abgefragt werden. Daher variiert er von einer Batterie zur anderen und hat keine Bedeutung jenseits der willkürlichen Sammlung von Tests, die jeder zusammenstellen kann. […] Uns kann kein genereller Faktor interessieren, der einfach nur der Durchschnitt einer zufälligen Sammlung von Tests ist.“
Wenn Menschen besondere Stärken oder Schwächen etwa in Mathematik, im räumlichen, assoziativen Gedächtnis oder in der Wahrnehmungsgeschwindigkeit haben können, dann solle man lieber die Faktoren für diese einzelnen Fähigkeiten berechnen und auf einen allgemeinen Faktor verzichten. Damit war die Theorie der multiplen Intelligenzen geboren, die auch Gould favorisiert. Allerdings muss man nach Gould beachten, dass diese Einzelintelligenzen nur Abstraktionen sind und ihnen nicht ein Ding in Geist oder Gehirn entspricht. Im Gegensatz zu Thurstone erklärt er, dass sich die intellektuellen Fähigkeiten von Menschen immer auf verschiedene Weisen klassifizieren lassen und die Annahme von Einzelintelligenzen daher nur ein theoretisches Hilfsmittel ist.

## The Bell Curve
The Mismeasure of Man wurde von Gould als ein wissenschaftshistorisches Werk konzipiert, das die Theorien des 19. und frühen 20. Jahrhunderts kritisch darstellt. Die Gegenwartsdebatte ignorierte Gould weitgehend, ließ jedoch keinen Zweifel daran, dass er der Meinung ist, dass auch aktuelle Theorien der angeborenen, allgemeinen Intelligenz die im Buch beschriebenen Fehler machen. In der erweiterten Ausgabe von 1996 änderte sich die Darstellung, da Gould eine Einleitung zur aktuellen Debatte verfasste und in einem Anhang Charles Murrays und Richard Herrnsteins Buch The Bell Curve scharf kritisierte. Der Anlass zu diesen Ergänzungen war eine erbitterte öffentliche und fachwissenschaftliche Kontroverse um die Veröffentlichung von Murray und Herrnstein, die genau die Thesen vertraten, die in The Mismeasure of Man angegriffen wurden. In diesem Sinne erklärt Gould: „The Bell Curve bietet nichts Neues. Dieses 800-Seiten-Manifest ist nichts anderes als eine lange Ausführung der starken Version von Spearmans g – der Theorie eines einheitlichen, genetisch basierten und kaum zu verändernden Dings im Kopf, das man in eine Rangliste bringen kann.“
Nach Gould basiert die Argumentation von Murray und Herrnstein auf vier Prämissen, die allesamt zweifelhaft seien: 1) Die Vielfalt der kognitiven Fähigkeiten ist in einem einzigen, umfassenden Faktor g zusammenzufassen. 2) Man muss die „Intelligenzmenge“ in einer einzelnen Zahl ausdrücken können. 3) Diese einzelne Zahl muss eine angeborene Qualität beschreiben. 4) Diese angeborene Qualität muss stabil und nicht wesentlich durch soziale und pädagogische Hilfe veränderbar sein. „In anderen Worten […] menschliche Intelligenz muss abstrahierbar sein, sich in eine Rangfolge bringen lassen, zu großen Teilen angeboren und letztlich kaum veränderbar sein. Wenn eine dieser Annahmen falsch ist, bricht die ganze Argumentation und die damit verbundene politische Agenda zusammen.“ So stimme es etwa, dass Afroamerikaner bei IQ-Tests durchschnittlich etwas schlechter abschneiden als US-amerikanische Weiße. Dies zeige jedoch angesichts der unterschiedlichen sozialen Stellungen und Bildungschancen in keiner Weise, dass Weißen eine größere angeborene Intelligenz zukomme. Letztlich würden Murray und Herrnstein keine Beweise für die Annahmen 1–4 bringen und daher nur ihre rassistischen und rechtskonservativen Vorurteile artikulieren. Murray wirft Gould hingegen vor, die Thesen von The Bell Curve falsch wiederzugeben.

## Rezeption
In der Fachzeitschrift Science veröffentlichte Franz Samelson 1982 eine Buchbesprechung, in der er Gould bescheinigte, ein ausgesprochen gut lesbares Buch verfasst zu haben, das einige faszinierende Details enthalte. Samelson weist darauf hin, dass die Messung geistiger Fähigkeiten im heutigen Berufsleben weit verbreitet sei und die Debatte über derartige Tests, insbesondere ihre gesellschaftlichen Auswirkungen, rechtlichen Aspekte und mögliche Fördermaßnahmen, dadurch hohe Relevanz besitze. Er vertritt jedoch die Auffassung, dass sich Goulds historische Darstellung weitgehend auf bekannte Fakten beschränke und zur Diskussion über praktisch relevante Fragen kaum einen Beitrag leiste.
Eine weitaus kritischere Besprechung publizierte Steve Blinkhorn im selben Jahr in der Zeitschrift Nature. Er bezeichnet das Werk darin als „Meisterwerk der Propaganda“, welches die Fakten verzerrt wiedergebe. Goulds Diskussion der Intelligenztheorie ignoriere die vorangegangenen 25 Jahre. Gould habe in relevanten und methodologischen Punkten nichts Korrektes beigetragen. Ähnlich äußerte Steven Pinker sich in einem Interview: Goulds Argumente seien von Intelligenzforschern bereits zum Zeitpunkt der Veröffentlichung als stark fehlerhaft bis unehrlich empfunden worden und seien heute weitgehend in Verruf geraten.
In der breiteren Öffentlichkeit war die Rezeption von The Mismeasure of Man stark durch die Diskussion von Thesen des Psychologen Arthur Jensen geprägt, der 1969 in seinem Artikel How Much Can We Boost I.Q. and Scholastic Achievement? den kontroversen Standpunkt vertreten hatte, der in Standardtests beobachtete Unterschied im mittleren Intelligenzquotienten Schwarzer und Weißer sei zum überwiegenden Teil genetisch bedingt. Christopher Lehmann-Haupt hob in seiner Rezension in der New York Times lobend hervor, dass Goulds Buch überzeugende Argumente gegen die Thesen Jensens liefere.
Kurz vor Erscheinen von The Mismeasure of Man war es anlässlich einer Kritik, die Gould in der New York Review of Books über ein Buch Jensens veröffentlicht hatte, zu einem Schlagabtausch mit dem Psychologen Hans J. Eysenck gekommen. Unter anderem warf Eysenck Gould vor, dieser betreibe Propaganda, seine Interpretationen seien unwissenschaftlich und vorurteilsbehaftet, zudem sei er kein Experte. In der Einleitung seines Buchs Intelligence: A New Look führt Eysenck Gould mit Blick auf The Mismeasure of Man als Beispiel an für jene „politisch motivierten Wissenschaftler, die die Öffentlichkeit konstant darüber in die Irre führen, was Psychologen auf dem Gebiet der Intelligenzforschung tun, was sie herausgefunden haben und zu welchen Schlüssen sie gekommen sind.“ Er wirft Gould vor, gezielt Fakten und wissenschaftliche Erkenntnisse zu unterschlagen, die ihm nicht mit seiner Vorstellung von politischer Korrektheit vereinbar scheinen.
Auch Arthur Jensen selbst kritisierte in einem Aufsatz in der Zeitschrift Contemporary Education Review Goulds Buch. So lasse sich der allgemeine Intelligenzfaktor g auch als theoretisches Konstrukt verstehen und müsse keineswegs in einer unplausiblen Weise verdinglicht werden. Insgesamt beruhe Goulds Werk auf einer unfairen und vereinfachenden Übertragung wissenschaftshistorischer Beispiele auf die aktuelle Wissenschaft. Die gegenwärtige Theorie einer allgemeinen, angeborenen Intelligenz sei weder methodisch zweifelhaft noch rassistisch motiviert. Vielmehr sei sie die beste Theorie bei den aktuell verfügbaren Daten.
Trotz der sehr uneinheitlichen Reaktionen erhielt The Mismeasure of Man mehrere Preise, darunter den National Book Critics Circle Award for Nonfiction.